# PNPLA2
PNPLA2 (англ. Patatin like phospholipase domain containing 2) – білок, який кодується однойменним геном, розташованим у людей на короткому плечі 11-ї хромосоми. Довжина поліпептидного ланцюга білка становить 504 амінокислот, а молекулярна маса — 55 316.
| 10         |  | 20         |  | 30         |  | 40         |  | 50         |
| ---------- |  | ---------- |  | ---------- |  | ---------- |  | ---------- |
| MFPREKTWNI |  | SFAGCGFLGV |  | YYVGVASCLR |  | EHAPFLVANA |  | THIYGASAGA |
| LTATALVTGV |  | CLGEAGAKFI |  | EVSKEARKRF |  | LGPLHPSFNL |  | VKIIRSFLLK |
| VLPADSHEHA |  | SGRLGISLTR |  | VSDGENVIIS |  | HFNSKDELIQ |  | ANVCSGFIPV |
| YCGLIPPSLQ |  | GVRYVDGGIS |  | DNLPLYELKN |  | TITVSPFSGE |  | SDICPQDSST |
| NIHELRVTNT |  | SIQFNLRNLY |  | RLSKALFPPE |  | PLVLREMCKQ |  | GYRDGLRFLQ |
| RNGLLNRPNP |  | LLALPPARPH |  | GPEDKDQAVE |  | SAQAEDYSQL |  | PGEDHILEHL |
| PARLNEALLE |  | ACVEPTDLLT |  | TLSNMLPVRL |  | ATAMMVPYTL |  | PLESALSFTI |
| RLLEWLPDVP |  | EDIRWMKEQT |  | GSICQYLVMR |  | AKRKLGRHLP |  | SRLPEQVELR |
| RVQSLPSVPL |  | SCAAYREALP |  | GWMRNNLSLG |  | DALAKWEECQ |  | RQLLLGLFCT |
| NVAFPPEALR |  | MRAPADPAPA |  | PADPASPQHQ |  | LAGPAPLLST |  | PAPEARPVIG |
| ALGL       |  |            |  |            |  |            |  |            |

A: Аланін

C: Цистеїн

D: Аспарагінова кислота

E: Глутамінова кислота

F: Фенілаланін

G: Гліцин

H: Гістидин

I: Ізолейцин

K: Лізин

L: Лейцин

M: Метіонін

N: Аспарагін

P: Пролін

Q: Глутамін

R: Аргінін

S: Серин

T: Треонін

V: Валін

W: Триптофан

Кодований геном білок за функціями належить до гідролаз, фосфопротеїнів. 
Задіяний у таких біологічних процесах, як метаболізм ліпідів, деградація ліпідів, альтернативний сплайсинг. 
Локалізований у клітинній мембрані, мембрані, ліпідних краплях.